# Issei Yamamoto
Issei Yamamoto (japonès: 山本 一清, Yamamoto Issei) (Prefactura de Shiga, 27 de maig de 1889 (any 22 de l'Era Meiji) - Kusatsu, 16 de gener de 1959 (any 34 de l'Era Shōwa), va ser un astrònom, professor d'universitat i polític japonès.

## Biografia
Issei Yamamoto es va graduar a la Universitat de Kyoto, amb un doctorat presentant la tesi 「大気ニヨル光線屈折ノ効果研究ノ為 水沢ニ於テ行ヘル緯度変化ノ同時観測」- «Observacions simultànies. La variació de latitud Mizusawa a dues línies de prova per a la recerca. Estudi d'eficiència. L'efecte refractiu dels raigs Niyoru a l'atmosfera». Va ensenyar astronomia a la mateixa Universistat de Kyoto.
El 1920, es va convertir en el primer president de l'Associació Astronòmica Oriental (東亜天文学会). També va ser director de l'Observatori Kwasan de Kyoto.

## Honors
- Un cràter lunar va ser anomenat Yamamoto el 1970 per decisió de la Unió Astronòmica Internacional.
- Un asteroide porta el nom de (2249) Yamamoto.